# Ulrich Christian Haldi
Ulrich Christian Haldi (* 1944; † 2003; heimatberechtigt in Saanen) war ein Schweizer Antiquitätenhändler und Schriftsteller.
Haldi übernahm 1976 die Leitung des Auktionshauses Stuker nach dem Kauf der Firma durch Charles Vögele vom Gründer Jürg Stuker.
Haldi verfasste Schriften zur Kulturgeschichte des Berner Oberlandes, insbesondere das Saanenland. In Unterlagen für Schulen wird sein Buch Reise in die Alpen als Medienverzeichnis geführt.

## Schriften (Auswahl)
- Die Lungenseuche beim Rindvieh und ihre Bekämpfung im alten Bern. In: Berner Zeitschrift für Geschichte und Heimatkunde: 29 (1967), S. 77–87.  doi:10.5169/seals-244815
- Reise in die Alpen. (1969)
- Mit Peter Schindler: Berner Album. (1970)
- Bern à la carte postale. (1971)
- Mit Franz Zumbrunnen. 100 Jahre Spar- und Leihkasse Saanen – 1874–1974. (1974)
- Mit Jürg Schweizer und Ulrich Bellwald. Kunstführer Berner Oberland. (1987)